# Bitwa pod Langport

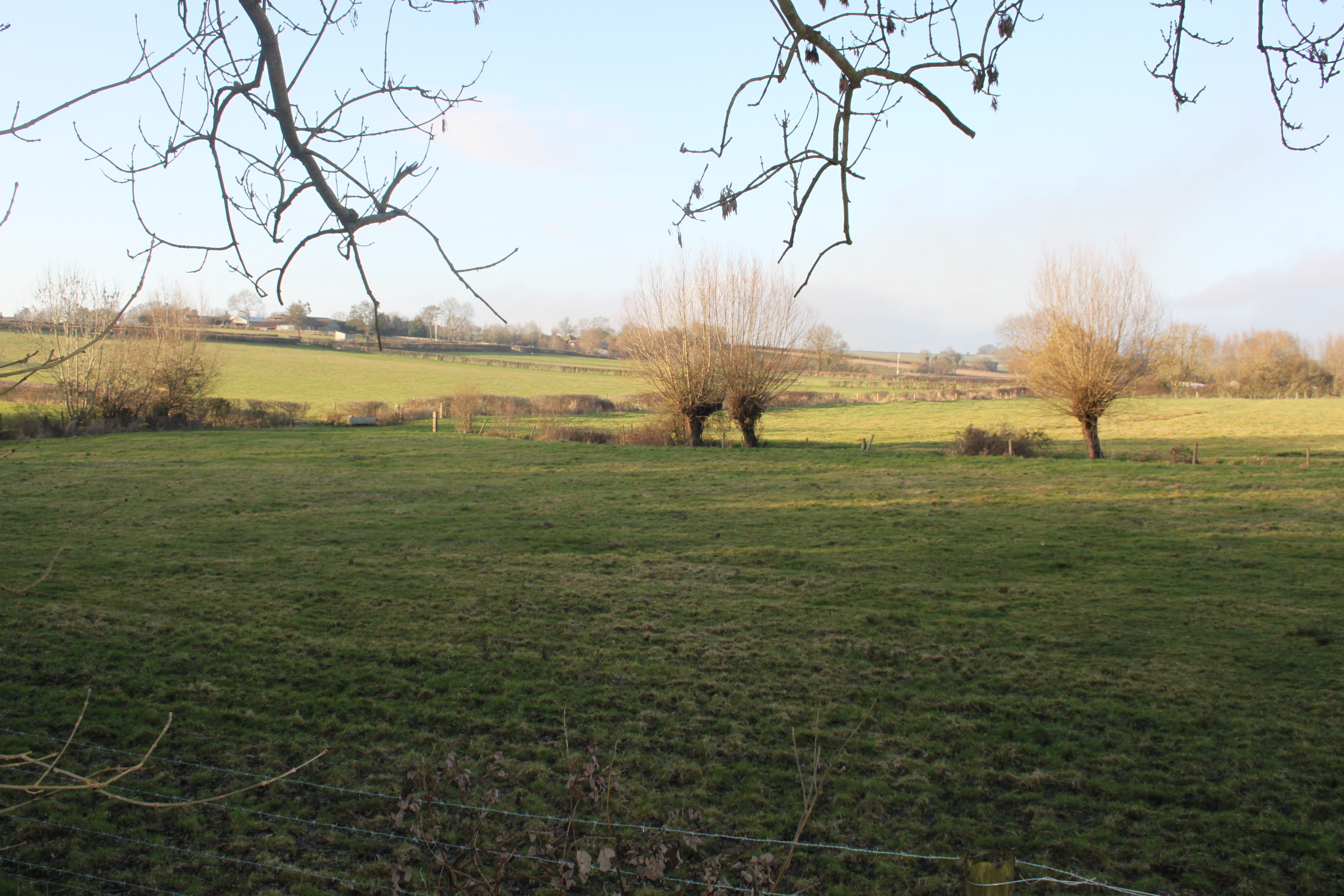
Miejsce bitwy pod Langport

Bitwa pod Langport – starcie zbrojne, które miało miejsce 10 lipca 1645 podczas angielskiej wojny domowej (1642–1651).
Bitwa ta była wielkim zwycięstwem wojsk Parlamentu, które zniszczyły ostatnią armię Rojalistów w polu, i w rezultacie dała Parlamentowi władzę nad zachodnią Anglią, która do tej pory była dla Rojalistów głównym źródłem ludzi, surowców i towarów importowanych.

## Kampania
Późno 1644 Rojaliści oblegali Taunton, jednak krótko, gdyż na odsiecz w końcu listopada przybył William Waller, zmuszając oblegających do wycofania się. Realizując opracowany plan strategiczny na rok 1645 król Anglii Karol I Stuart wydzielił część sił pod wodzą lorda Goringa i wysłał go do zachodniej Anglii w celu zdobycia Taunton i innych znajdujących się tam jeszcze placówek Parlamentu. Goring po pozostawieniu części sił by kontynuowały oblężenie, na krótko dołączył do głównej oksfordzkiej armii Karola I. Na skutek animozji z księciem Rupertem ponownie ruszył do zachodniej Anglii.
Parlament w międzyczasie wysłał na odsiecz Taunton korpus w sile pułku jazdy i 4 regimentów piechoty z tzw. Armii Nowego Typu (New Model Army). Dnia 11 maja 1645 wojska Parlamentu zdjęły oblężenie, lecz zaraz potem sami znaleźli się w stanie oblężenia, otoczeni niespodziewanie przez przybyłą ponownie armię Goringa.
Dnia 4 czerwca 1645 główne sily Armii Nowego Typu (New Model Army) wygrały decydującą bitwę pod Naseby. Po tym jak 4 dni później skapitulował garnizon w Leicester, armia Parlamentu miała wolne ręce i mogła ruszyć na odsiecz Taunton. Jej wodzem był lord Fairfax. Generałem lejtnantem dowodzącym jazdą był Oliver Cromwell. Armia maszerowała najpierw na południe, po czym skręciła na zachód, trzymając się blisko wybrzeża po to by być w stałym kontakcie z flotą wojenną Parlamentu. Dnia 4 lipca dotarli do Beaminster, gdzie Fairfax dowiedział się, że Goring zwinął oblężenie i wycofał się do twierdzy Rojalistów w Bridgwater. Armia Goringa była dużo słabsza liczebnie od sił Fairfaxa, i do tego znacznie mniej zdyscyplinowana, głównie w następstwie sposobu dowodzenia rojalistowskich dowódców, zbyt często pozwalających swym żołnierzom na rabunek.
Do Fairfaxa dołączył oddział z Taunton, dowodzony przez pułkownika Ralpha Weldona, następnie wysłany został w poszukiwaniu nieprzyjaciela. Gdy Fairfax dotarł do Yeovil 8 lipca wysłał kolejną grupę pod wodzą generała majora Masseya, by przeciwstawiła się dywersyjnym działaniom Goringa (które zakończyły się jednak następnego dnia zniszczeniem niektórych pułków kawalerii Rojalistów koło Ilminster). Fairfax natknął się na główne pozycje Goringa późno 9 lipca.

## Bitwa
Bitwa zaczęła się następnego dnia. Goring (3 000 jazdy, nieznana ilość piechoty) zajmował silną, zabezpieczającą tyły dla ewentualnego odwrotu, pozycję. Jego główne siły rozłożyły się na grzbiecie biegnącym z północy na południe, milę na wschód od Langport. Przed grzbietem była bagnista dolina, przez którą przepływała rzeczka o nazwie Wagg Rhyne. Tylko pojedyncza wąska alejka, z drzewami i żywopłotami po obu stronach, przebiegała przez bród rzeczki, dochodząc potem na szczyt grzbietu. Goring umieścił dwa lekkie działa na pozycjach umożliwiających ostrzał alejki. Wśród żywopłotów rozmieścił świeżo zaciągnięte jednostki walijskiej piechoty. Miał nadzieję, że Fairfax (20 000 żołnierzy) zostanie zmuszony do wykonania czasochłonnego głębokiego obejścia.
Fairfax jednak przywykł polegać na wysokim morale swojej jazdy, z której pomocą postanowił sforsować pozycje Goringa. Gdy jego artyleria uciszyła dwa lekkie działka Goringa, posłał wydzielony oddział 1 500 muszkieterów przez bagna by oczyścić żywopłoty z walijskiej piechoty.
Następnie rozkazał dwóm połówkom pułku (pół-pułkom) jazdy szarżować wzdłuż alejki. Jazda ta wywodziła się z kawalerii Cromwella, słynnych Ironsides (włączonych po reformie do Armii Nowego Typu). Przeważnie wszystkie wojska Fairfaxa składały się z weteranów i do tego gorliwych zwolenników Parlamentu.
Pierwszy pół-pułk pod wodzą majora Bethela galopował w górę alejki po 4 konie w rzędzie, łamiąc 2 pułki jazdy Rojalistów. Do kontrataku ruszył trzeci pułk jazdy Rojalistów, lecz w tym czasie dotarł drugi pół-pułk dowodzony przez majora Desborougha i rozbił ich. Gdy znaczna ilość sił Parlamentu ruszyła wolną już teraz alejką, żołnierze Goringa załamali się i rzucili się do ucieczki.
Cromwell zatrzymał swą jazdę na szczycie grzbietu i przegrupował. Następnie ruszył w pościg za umykającą w popłochu armię Goringa. Dwie mile dalej Goring usiłował jeszcze pozbierać swe siły, by zorganizować jakiś opór, ale zgromadzone wojska natychmiast poszły w rozsypkę na sam widok nadciągającej kawalerii Cromwella.

## Po bitwie
Armia Goringa była ostatnią poważną siłą Rojalistów działającą w polu. Strata armii Goringa była dla Rojalistów ostatecznym ciosem, który przesądził o wyniku wojny.
Fairfax zdobył Bridgwater 23 lipca, a Bristol 10 sierpnia. W ten sposób główne siły Karola I stojące w Oksfordzie straciły połączenie z zachodnią Anglią. Teraz cała wojna polegała już na wygniataniu jeden po drugim wyizolowanych garnizonów Rojalistów. Wojna była na wykończeniu.